# 名誉館長
名誉館長（めいよかんちょう）は、博物館や図書館、資料館など「館」と称する施設において、栄誉職として置かれる館長職。或いは館の発展に貢献した者などに対して、退任時に授与される称号。栄誉称号、名誉称号の一種。関連する職名・称号に名誉副館長、名誉館員がある（名誉副館長については本項で解説。）。

## 名誉館長
日本では都道府県立博物館や大学の図書館などで設置され、元館長や文化・芸能関係者等に贈呈される例がある。外国からの賓客に対する礼遇として贈呈する場合も多い。
2007年には元館長への称号贈呈の例としては、文学博士でエジプト、カナダ、米国の美術館で要職を歴任。1996年から2007年まで大阪市立美術館館長を務めた蓑豊に対し、大阪市から同館名誉館長の称号が贈られた。本件はその代表的な例である。
また、文化・芸能関係者への贈呈例としては、2012年北九州市漫画ミュージアムにおける名誉館長となった松本零士のように、テーマ及び地元にゆかりのある著名人が名誉館長となる例もある。また、映画『海難1890』の監督をした田中光敏は同作品の中で明治時代から続く、日本とトルコの友好をつぶさに描いており、作品のロケ地となった和歌山県串本町に建設されたトルコ記念館の創立記念行事では、同町から顕彰されるとともに名誉館長に迎えられている。原田泰治の友人であるさだまさしが諏訪市原田泰治美術館の名誉館長についている｡これらの場合名誉館長は館長としての実務を行うわけではないが、著名人が地方の博物館等のポストにつく際でも「館長」を名乗ることもある。

## 名誉副館長
また、名誉館長に関連する職名・称号として名誉副館長がある。同職にある著名な人物としては日中友好書道協会理事長で日本書道美術館名誉副館長を務める倉山貞市、また尾張徳川家ゆかりの美術品などを展示する徳川美術館名誉副館長として山本泰一、また、長野県安曇野市にある碌山美術館名誉副館長萩原孝子らがいる。